# 奥达尔
奥达尔是挪威语姓氏的中文译名。以下知名人物使用此姓氏：
- 布·奥达尔（芬蘭語：Bo Ådahl）（1932年－2000年），芬兰外交官。
- 埃里克·奥达尔（英语：Erik Aadahl）（1976年9月16日－），美国音效剪辑总监。
- 埃丁-奥达尔（英语：Edin-Ådahl），瑞典当代基督教音乐乐队。
- 托瓦尔·奥达尔（1882年7月23日－1962年3月26日），挪威报纸编辑、小说家和剧作家。

此外，奥达尔也是挪威语男女通用姓氏的中文译名。以下知名人物使用此姓氏：
- 伯恩特·奥达尔（1950年10月9日－），挪威政治学家、大学教师。
- 卡伦·奥达尔（荷兰语：Karen Aardal）（1961年－），来自挪威的挪威和荷兰应用数学家、理论计算机科学家和运筹研究员。